# Ergasilus fryeri
Ergasilus fryeri är en kräftdjursart. Ergasilus fryeri ingår i släktet Ergasilus och familjen Ergasilidae.